# 田嶋譲太郎
田嶋 譲太郎（たじま じょうたろう、1966年2月16日  - ）は、日本の企業家。日本ファイリング社長。埼玉県出身。実家は、日本ファイリングの創業一族である田嶋家である。

## 人物
日本ファイリング元会長の田嶋譲二の長男として生まれる。日本ファイリング創業者の田嶋恩は祖父。タレントのいとうあさこはいとこに当たる。

## 略歴
- 1989年 青山学院大学経済学部卒業後、オリンパス光学工業（現オリンパス）に入社する。
- 同社を退職し、1997年2月に日本ファイリングに入社。営業企画部長、取締役、専務取締役、代表取締役専務などを歴任。
- 2005年5月に日本ファイリングテクノ代表取締役に就任。また、2007年6月日本ファイリング代表取締役社長に就任。前任の田嶋譲二は代表取締役会長に就任した。